# Barrandov

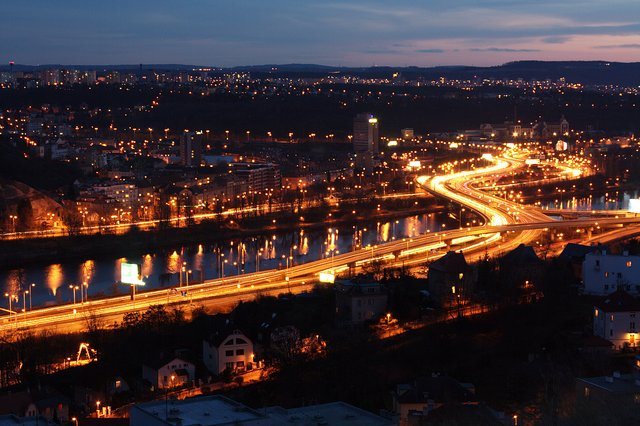
Barrandovský most

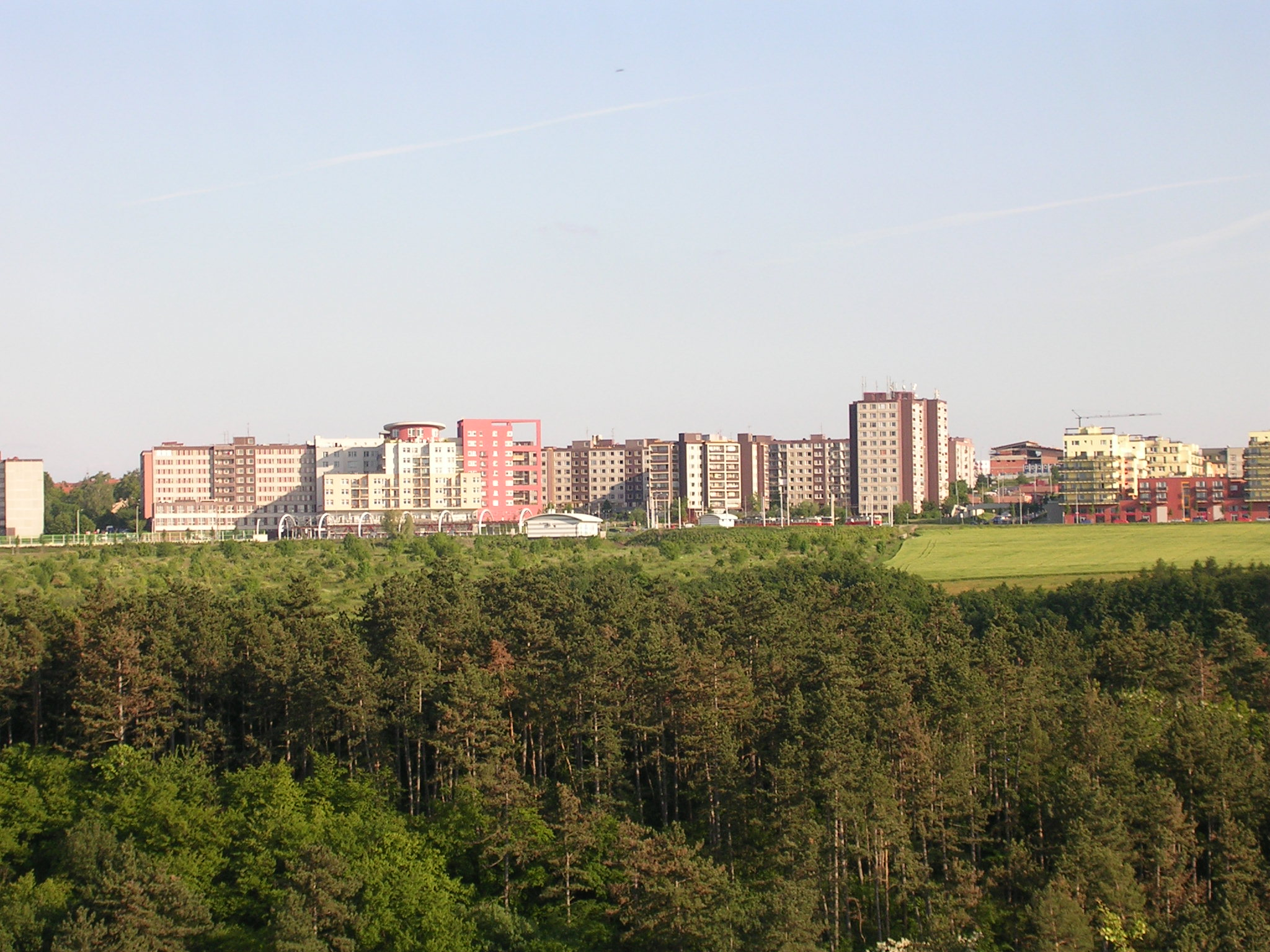
Wohnsiedlung

Barrandov ist ein zur Katastralgemeinde Hlubočepy im Bezirk Prag 5 gehöriges Stadtviertel von Prag. Es liegt auf einem Felsen auf der linken Moldauseite und ist benannt nach dem in Böhmen wirkenden französischen Geologen und Paläontologen Joachim Barrande, dem Erforscher von Trilobiten. Einige davon soll er auch in der dortigen Felswand gefunden haben.
Bekannt wurde Barrandov vor allem durch die Filmstudios, die Anfang des 20. Jahrhunderts dort gegründet wurden. Diese gehörten bis zum Zweiten Weltkrieg den Gründern, Vorfahren des späteren tschechischen Präsidenten Václav Havel, bevor sie dann enteignet wurden.
Hier entstand ein Großteil der tschechischen und tschechoslowakischen Filmproduktionen, unter anderem mehrere Oscar-prämierte Filme, wie beispielsweise Kolja (1996).